# MCR-1
MCR-1 (англ., mobilized colistin resistance) — ген, обеспечивающий устойчивость грамотрицательных бактерий  к колистину и полимиксину, которые относятся к антибиотикам, критически важным для медицины. Распространение гена mcr-1 происходит при помощи плазмид. Ген mcr-1 стал первым известным геном резистентности к полимиксину, распространяющимся посредством горизонтального переноса.
Ген mcr-1 впервые обнаружен в E. coli (штамм SHP45), выделенной из содержимого кишечника свиньи в Китае в ноябре 2015 года. Ген mcr-1 был позже найден независимыми исследователями в E. coli, выделенной из клинических образцов в Малайзии и Англии, Китая, Европы и Соединенных Штатов Америки. Учёные показали, что местом «мобилизации» гена mcr-1 в композитный транспозон стала китайская свиноферма, активно использовавшая колистин.
По состоянию на февраль 2017 года mcr-1 был обнаружен более чем в 30 странах, расположенных на 5 континентах, и есть признаки его распространения в госпиталях в Китае.